# Picaflors ratllat
El picaflors ratllat (Dicaeum aeruginosum) és un ocell de la família dels diceids (Dicaeidae).

## Hàbitat i distribució
Habita els boscos de les illes Filipines.

## Taxonomia
Ha estat considerat una subespècie de Dicaeum agile però és considerat una subespècie de ple dret pel COI versió 11.1, 2021.